# Кортильоне
Кортильо̀не (на италиански: Cortiglione; на пиемонтски: Corgèli, Корджели) е село и община в Северна Италия, провинция Асти, регион Пиемонт. Разположено е на 211 m надморска височина. Населението на общината е 558 души (към 2013 г.).